# 中华人民共和国禁毒法
《中华人民共和国禁毒法》是一部中华人民共和国法律，该法律于2007年12月29日在第十届全国人民代表大会常务委员会通过，并于2008年6月1日起施行。

## 立法缘由
《中华人民共和国禁毒法》的第一条是“为了预防和惩治毒品违法犯罪行为，保护公民身心健康，维护社会秩序，制定本法。”

## 实施
《中华人民共和国禁毒法》的最后一条是“本法自2008年6月1日起施行。《全国人民代表大会常务委员会关于禁毒的决定》同时废止。”